# Vigor Lamezia Calcio 1919
Vigor Lamezia, włoski klub piłkarski mający swą siedzibę w Lamezia Terme, Kalabria. Klub został założony w 1919 roku, a reaktywowany w 1975.

## Barwy Klubowe
Stroje drużyny Vigor Lamezia mają barwy zielono-białe.